# Балакаев, Маулен Балакаевич
Маулен Балакаевич Балакаев (7 октября 1907, аул Шага, Южно-Казахстанской области — 15 октября 1995, Туркестан) — советский и казахстанский учёный-тюрколог, доктор филологических наук (1951), профессор (1952), член-корреспондент АН Казахстана (1958), заслуженный деятель науки Казахстана (1963).

## Биография
В 1933 году окончил Казахский педагогический институт, преподавал в Алматинском институте журналистики.
В 1934—1937 годы учился в аспирантуре в г. Ленинграде (ныне — Санкт-Петербург), по совместительству преподавал казахский язык в отделе подготовки редакторов и переводчиков при Институте восточных языков.
В 1937—1941 годы заведовал кафедрой Алма-Атинского института журналистики, в 1941-1942 гг. был ректором Института иностранных языков.
В 1940 году защитил кандидатскую диссертацию на тему «Служебные слова в казахском языке».
В 1946—1963 годы — научный секретарь Государственной терминологической комиссии при Совете Министров КазССР.
В 1952—1975 годы — заведующий кафедрой в Казахском государственном университете им. С. М. Кирова.
В 1945—1961 годы — заведующий отделом современного казахского языка Института языка и культуры Академии наук КазССР.
С 1961—1981 годы — заведующий отделом культуры речи и грамматики Института языка и культуры Академии наук КазССР
Защитил докторскую диссертацию на тему «Основные вопросы синтаксиса простого предложения современного казахского языка».
Научные труды посвящены вопросам развития казахского языка и исследованию языка художественной литературы — грамматики, орфографии, терминологии, языковой культуры, стилистики. Написал свыше 150 научных работ. Автор ряда учебников и учебных пособии для школ и высших учебных заведений. За монографию «Казахский литературный язык и его нормы» присуждена премия им. Ч.Валиханова (1986).

## Сочинения
- Қaзipгi қазақ тілі: лексика, фонетика, грамматика (Современный казахский язык: лексика, фонетика, грамматика) (тел авт.), А., 1954, 1966,1971,1996;
- Современный казахский язык: Синтаксис словосочетания и простого предложения, А.-А., 1959;
- Қазақ тіл мәдениетінің мәселелері (Вопросы культуры казахского языка), А., 1965;
- Қазақ тілінің стилистикасы (Стилистика казахского языка), A., 1966;
- Қазақ тілі грамматикасы. Синтаксис, 2-том (Грамматика казахского языка. Синтаксис, т. 2), А. 1967;
- Қазақ әдеби тілінің тарихы (История казахского литературного языка), А., 1968;
- Тіл мәдениеті және қазақ тілін оқыту (Культура языка и обучение на казахском языке), А., 1989.